# Catocala obscena
Catocala obscena är en fjärilsart som beskrevs av Alphéraky 1895. Catocala obscena ingår i släktet Catocala och familjen nattflyn. Inga underarter finns listade i Catalogue of Life.